# Naturschutzgebiet Dermicketal
Koordinaten: 50° 56′ 41″ N, 7° 50′ 2″ O
Das Naturschutzgebiet Dermicketal ist ein 18,53 ha großes Naturschutzgebiet (NSG) östlich vom Dorf Döingen im Gemeindegebiet von Wenden im Kreis Olpe in Nordrhein-Westfalen. Es wurde 2008 vom Kreistag mit dem Landschaftsplan Nr. 4 Wenden – Drolshagen ausgewiesen. Das NSG besteht aus zwei Teilflächen, da das NSG durch die Landstraße 512 geteilt wird.

## Gebietsbeschreibung
Bei dem NSG handelt es sich um Bereiche des Dermicketal und Wüstmickebachtal mit Auenbereichen mit Grünland. Das Grünland ist teils Feuchtgrünland und mit deren charakteristischen Flora und Fauna.